# M16 MGMC
M16 MGMC – samobieżne działo przeciwlotnicze (przeciwlotniczy wielkokalibrowy karabin maszynowy) kal. 12,7 mm, konstrukcji amerykańskiej, z okresu II wojny światowej.

## Historia
Podwozie transportera opancerzonego Halftrack posłużyło do budowy różnego typu dział samobieżnych. Były one poddawane testom na poligonach. Niektóre zostały przyjęte do uzbrojenia, produkcji seryjnej, a następnie użyte bojowo. Należały do nich przede wszystkim samobieżne działa przeciwlotnicze uzbrojone w wielkokalibrowe karabiny maszynowe kalibru 12,7 mm. Jesienią 1941 roku poddano próbom pierwsze tego typu konstrukcje. Podstawowym założeniem ich konstrukcji było połączenie podwozia transportera Half-track z obrotową wieżyczką z własnym napędem, typu stosowanego w samolotach bombowych. Testowano wieżyczki zaprojektowane przez firmy: Bendiks, W.L. Maxon Company oraz Oddział Uzbrojenia Wright Field. Wszystkie były uzbrojone w poczwórny karabin maszynowy M45 Quadmount. Za najlepsze rozwiązanie uznano wieżyczkę Maxon. Pojazd w nią wyposażony przyjęto do uzbrojenia w lipcu 1942, pod oznaczeniem M13 MGMC.
W efekcie dalszych prac udało się zaadaptować wieżyczkę Maxon do montażu czterech karabinów maszynowych. W grudniu 1942 tak uzbrojony pojazd został standaryzowany jako M16 MGMC. W maju 1943 zastąpił poprzedni model na taśmach produkcyjnych. Wiele pojazdów M13 MGMC zostało przebudowanych na nowy model. Na potrzeby Armii Czerwonej wyprodukowano partię 1000 identycznych pojazdów nazwanych M17.

## Konstrukcja
Samobieżne działo przeciwlotnicze M16 był to transporter opancerzony M3 z nieznacznie zmienionym opancerzeniem. Jego górne części można było odchylać dla zapewnienia większego pola ostrzału karabinom maszynowym. W odkrytym przedziale bojowym transportera zamontowano specjalną podstawę napędzaną silnikami elektrycznymi. Zasilane one były przez agregat prądotwórczy. Silniki zapewniały obrót podstawy w zakresie 360°, oraz pochylenie karabinów w zakresie od -10° do +90°. Prędkość obrotu podstawy była regulowana i osiągała maksymalnie 60°/sek.
Celowniczy obsługiwał uzbrojenie siedząc w dostosowanym do jego wzrostu i pochylanym w granicach 45° siodełku. Od przodu osłaniała go tarcza pancerna. Każdy karabin mógł wystrzelić w ciągu minuty 500–600 pocisków. Praktyczny pułap ostrzału wynosił 1500–2000 m. Działo było skuteczne nie tylko przeciw samolotom. Z powodzeniem stosowano je do ostrzału celów naziemnych, w tym piechoty nieprzyjaciela. W żargonie żołnierzy amerykańskich działo nazywane było „Meat choppers” czyli maszynka do mięsa.